# Pontarmé
Pontarmé est une commune française située dans le département de l'Oise, en région Hauts-de-France.
Ses habitants sont appelés les Pontarméens et Pontarméennes.

## Géographie

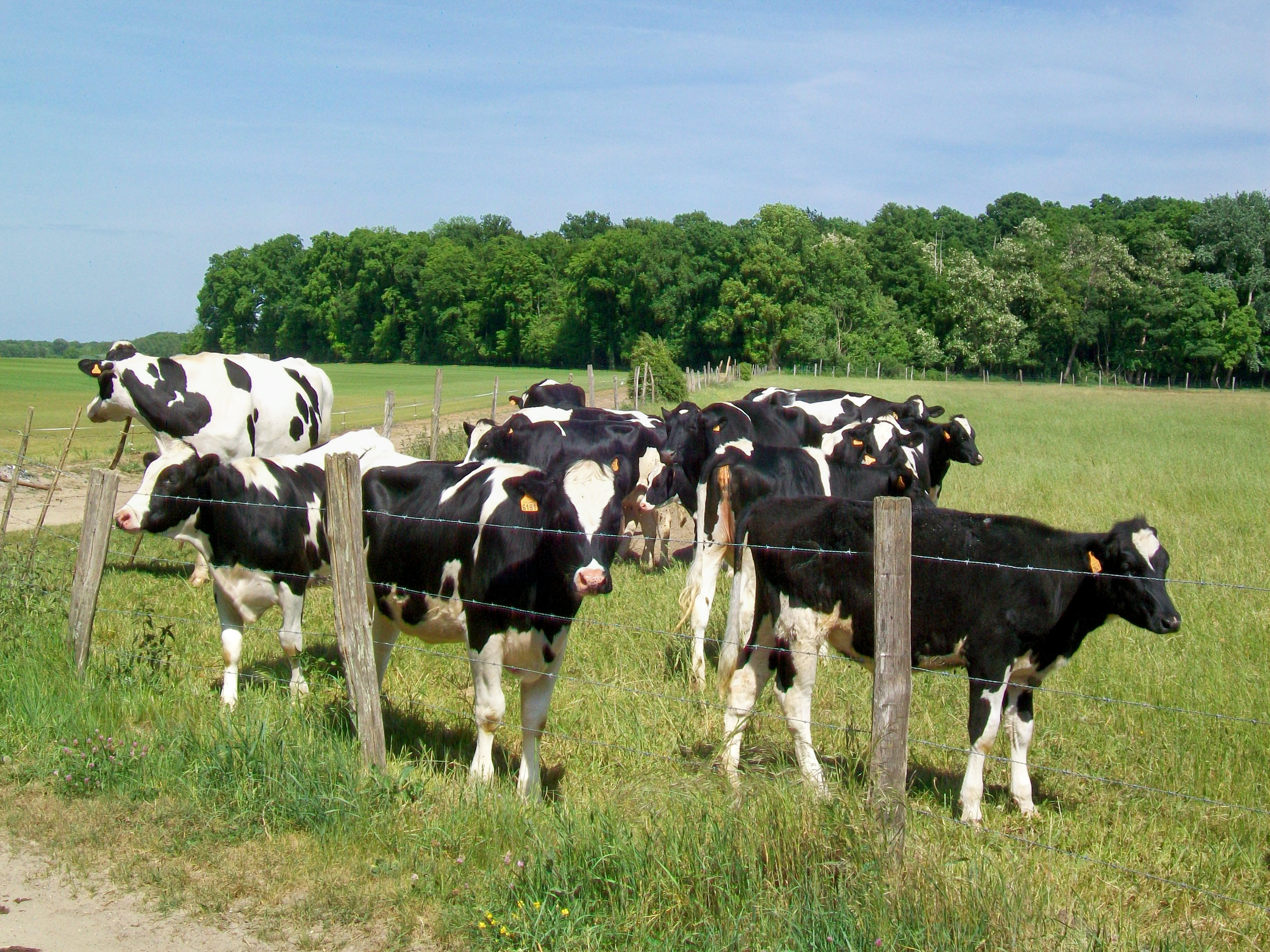
Près de la forêt communale : l'élevage de vaches à lait a disparu à Pontarmé.

Pontarmé est située dans le sud du département de l'Oise, à la lisière sud de la forêt de Chantilly, sur l'ancienne route nationale 17, à 7 km au sud de Senlis, et à une distance orthodromique de 36 km au nord-nord-est de Paris.

### Communes limitrophes
Pontarmé compte sept communes limitrophes. Du fait de sa part importante sur la forêt de Chantilly, Pontarmé arrive à 500 m devant l'entrée sud de la ville de Senlis. La limite commune avec Mont-l'Évêque correspond exactement à l'autoroute A1, au nord du territoire communal de Thiers-sur-Thève, qui n'avance pas aussi loin vers le nord. À l'extrémité sud-est de la forêt communale, quatre communes se rencontrent en un point : Pontarmé, Thiers, Plailly et La Chapelle-en-Serval. Pontarmé et Plailly ne sont toutefois pas limitrophes à proprement parler. À l'ouest, Pontarmé atteint les premières maisons du hameau de Montgrésin de la commune d'Orry-la-Ville. Quant aux communes de Chantilly et Avilly-Saint-Léonard, elles ne côtoient Pontarmé qu'en pleine forêt de Chantilly.
| Avilly-Saint-Léonard | Senlis                | Mont-l'Évêque    |
| Chantilly            | Pontarmé              | Thiers-sur-Thève |
| Orry-la-Ville        | La Chapelle-en-Serval |                  |

### Relief
Le relief sur la commune est peu varié et essentiellement plat, avec une altitude comprise entre 50 m et 87 m. Pontarmé bénéficie toutefois d'un cadre paysager de qualité, marqué par la vallée de la Thève et ses pâturages et prés humides, et surtout par les nombreuses forêts. La forêt de Chantilly et plus précisément sa partie appelée forêt de Pontarmé occupe 1 013 ha soit 75 % du territoire communal. S'y ajoutent des bois privés au sud de la commune et la forêt communale de Pontarmé. Outre la Thève, un deuxième cours d'eau est présent à Pontarmé ; il s'agit du ruisseau de la Bâtarde en provenance des étangs au nord de la RD 118, sur la commune de La Chapelle, se déversant dans la Thève dès la sortie du territoire communal de Pontarmé, près de Montgrésin.

### Environnement

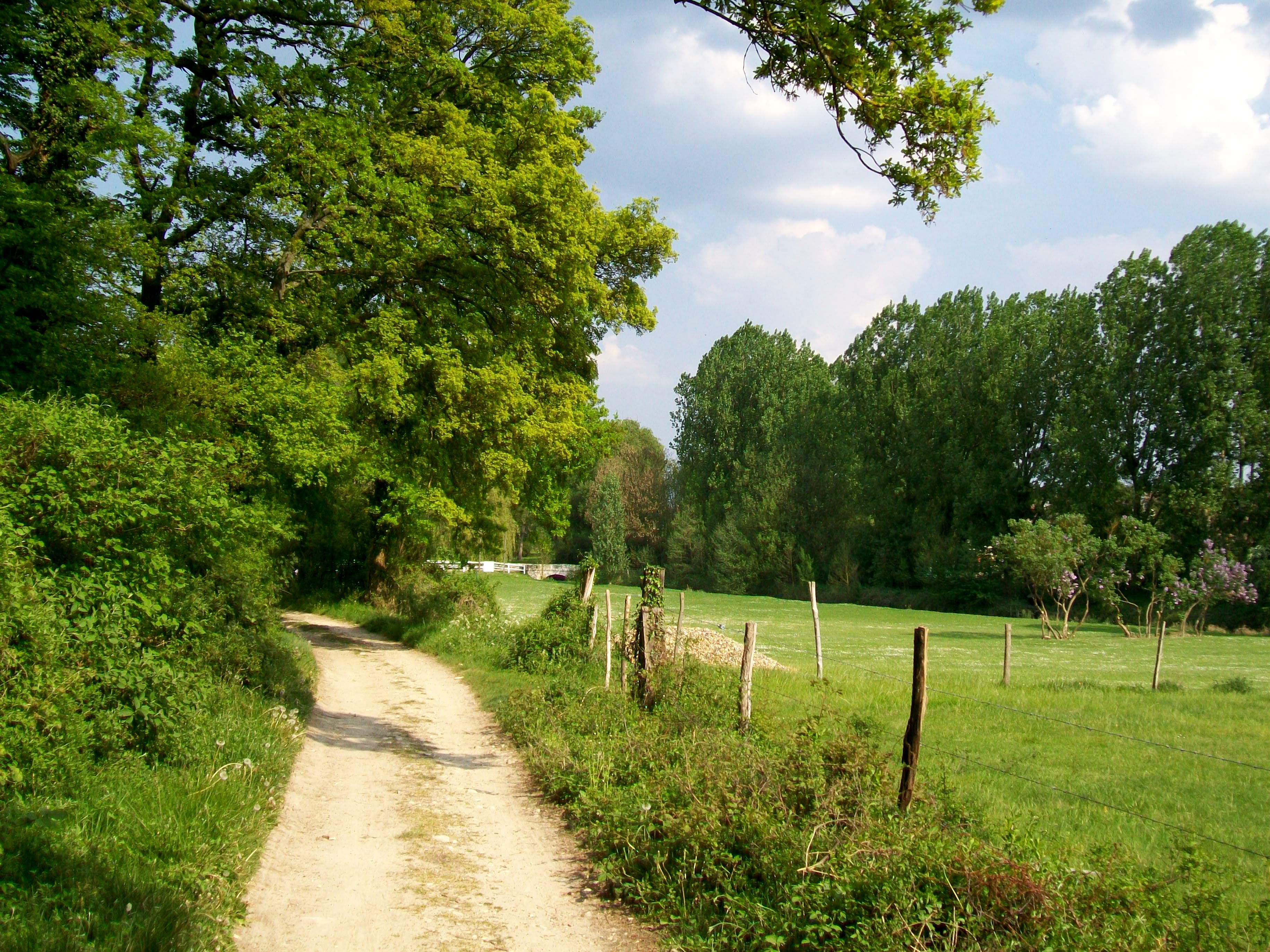
Chemin rural n° 28 reliant Pontarmé à Montgrésin.

Le patrimoine naturel et paysager de Pontarmé est protégé par deux ZNIEFF du type 1. La ZNIEFF n° national 220014323 « Massif forestier de Chantilly / Ermenonville » concerne sur Pontarmé l'ensemble des parcelles de la forêt de Chantilly avec une zone-tampon assez large au-delà de la lisière de la forêt, incluant les étangs de Saint-André. La ZNIEFF n° national 220014325 « Bois de Morrière » porte essentiellement sur un bois de ce nom situé sur la commune de Plailly, mais englobe également la forêt communale de Pontarmé à l'extrémité sud-est du territoire communal. L'ensemble du territoire communal fait partie du site classé « Forêts d'Ermenonville, de Pontarmé, de Haute-Pommeraie, butte et clairière de Saint-Christophe », créé par arrêté du 28 août 1998 sur la base de la loi du 2 mai 1930 relative à la protection des monuments naturels et des sites de caractère artistique, historique, scientifique, légendaire ou pittoresque. Antérieurement, l'ensemble de la commune avait déjà été retenu pour le site inscrit de la vallée de la Nonette, créé par arrêté du 6 février 1970. Ce site inscrit a préfiguré le Parc naturel régional Oise-Pays de France pour sa partie située dans l'Oise, créé par décret du 13 janvier 2004 et incorporant l'ensemble de la commune de La Chapelle. - Concernant la randonnée pédestre et équestre, la commune est traversée d'est en ouest par le GR 1, passant par la forêt et parfois en lisière de forêt, en provenance d'Ermenonville et Thiers-sur-Thève, et en direction des étangs de Commelles et de la gare d'Orry-la-Ville - Coye. Des chemins ruraux permettent de rejoindre les villages voisins.

### Hydrographie

#### Réseau hydrographique
La commune est située dans le bassin Seine-Normandie. Elle est drainée par la Thève, le fossé 01 de la commune de Pontarmé, le ruisseau de la Batarde et divers bras de la Theve,,.
La Thève, d'une longueur de 34 km, prend sa source dans la commune de Dammartin-en-Goële et se jette  dans l'Oise à Boran-sur-Oise, après avoir traversé 13 communes. 

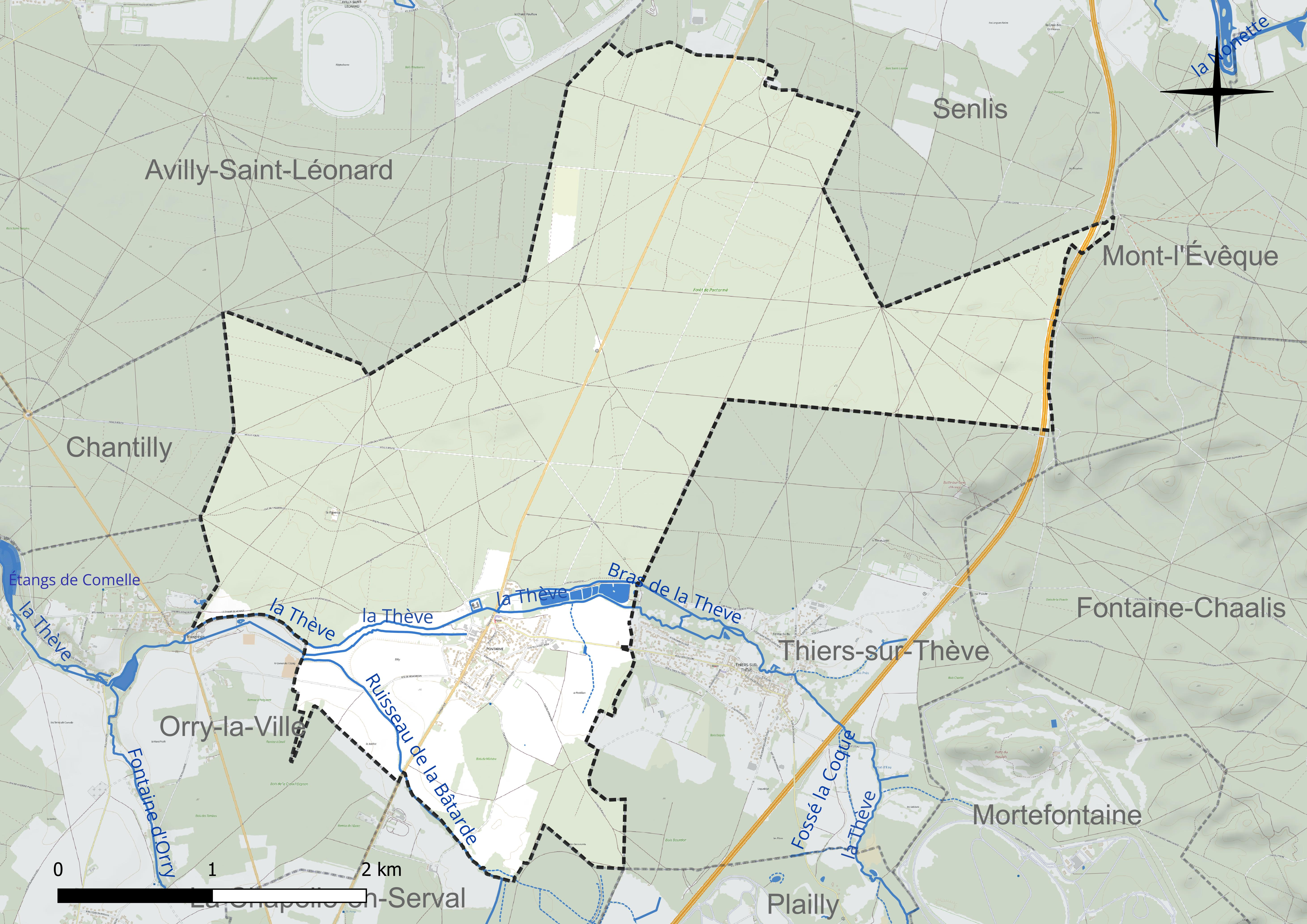
Réseau hydrographique de Pontarmé.

Un plan d'eau complète le réseau hydrographique : les étangs de Saint-André (4,1 ha),.

#### Gestion et qualité des eaux
Le territoire communal est couvert par le schéma d'aménagement et de gestion des eaux (SAGE) « Sensée ». Ce document de planification concerne un territoire de 413 km2 de superficie, délimité par le bassin versant de la Nonette et de ses deux principaux affluents, la Launette et l'Aunette. Le périmètre a été arrêté le 3 avril 1998 et le SAGE proprement dit a été approuvé le 28 juin 2006, puis révisé le 15 décembre 2015. La structure porteuse de l'élaboration et de la mise en œuvre est le syndicat Interdépartemental du SAGE de la Nonette. 
La qualité des cours d'eau peut être consultée sur un site dédié géré par les agences de l'eau et l'Agence française pour la biodiversité. 

### Climat
Pour des articles plus généraux, voir Climat des Hauts-de-France et Climat de l'Oise.
En 2010, le climat de la commune est de type climat océanique dégradé des plaines du Centre et du Nord, selon une étude du CNRS s'appuyant sur une série de données couvrant la période 1971-2000. En 2020, Météo-France publie une typologie des climats de la France métropolitaine dans laquelle la commune est dans une zone de transition entre le climat océanique et le climat océanique altéré et est dans une zone de transition entre les régions climatiques « Sud-ouest du bassin Parisien » et « Nord-est du bassin Parisien ». 
Pour la période 1971-2000, la température annuelle moyenne est de 11,1 °C, avec une amplitude thermique annuelle de 14,8 °C. Le cumul annuel moyen de précipitations est de 671 mm, avec 10,4 jours de précipitations en janvier et 8 jours en juillet. Pour la période 1991-2020, la température moyenne annuelle observée sur la station météorologique la plus proche, située sur la commune de Creil à 13 km à vol d'oiseau, est de 11,2 °C et le cumul annuel moyen de précipitations est de 662,2 mm,. Pour l'avenir, les paramètres climatiques de la commune estimés pour 2050 selon différents scénarios d'émission de gaz à effet de serre sont consultables sur un site dédié publié par Météo-France en novembre 2022.

## Urbanisme

### Typologie
Au 1er janvier 2024, Pontarmé est catégorisée bourg rural, selon la nouvelle grille communale de densité à sept niveaux définie par l'Insee en 2022.
Elle est située hors unité urbaine. Par ailleurs la commune fait partie de l'aire d'attraction de Paris, dont elle est une commune de la couronne,. 

### Occupation des sols
L'occupation des sols de la commune, telle qu'elle ressort de la base de données européenne d'occupation biophysique des sols Corine Land Cover (CLC), est marquée par l'importance des forêts et milieux semi-naturels (81,5 % en 2018), une proportion sensiblement équivalente à celle de 1990 (81,6 %). La répartition détaillée en 2018 est la suivante : 
forêts (80,8 %), terres arables (11,4 %), zones urbanisées (3,5 %), prairies (3,5 %), milieux à végétation arbustive et/ou herbacée (0,6 %). L'évolution de l'occupation des sols de la commune et de ses infrastructures peut être observée sur les différentes représentations cartographiques du territoire : la carte de Cassini (XVIIIe siècle), la carte d'état-major (1820-1866) et les cartes ou photos aériennes de l'IGN pour la période actuelle (1950 à aujourd'hui).

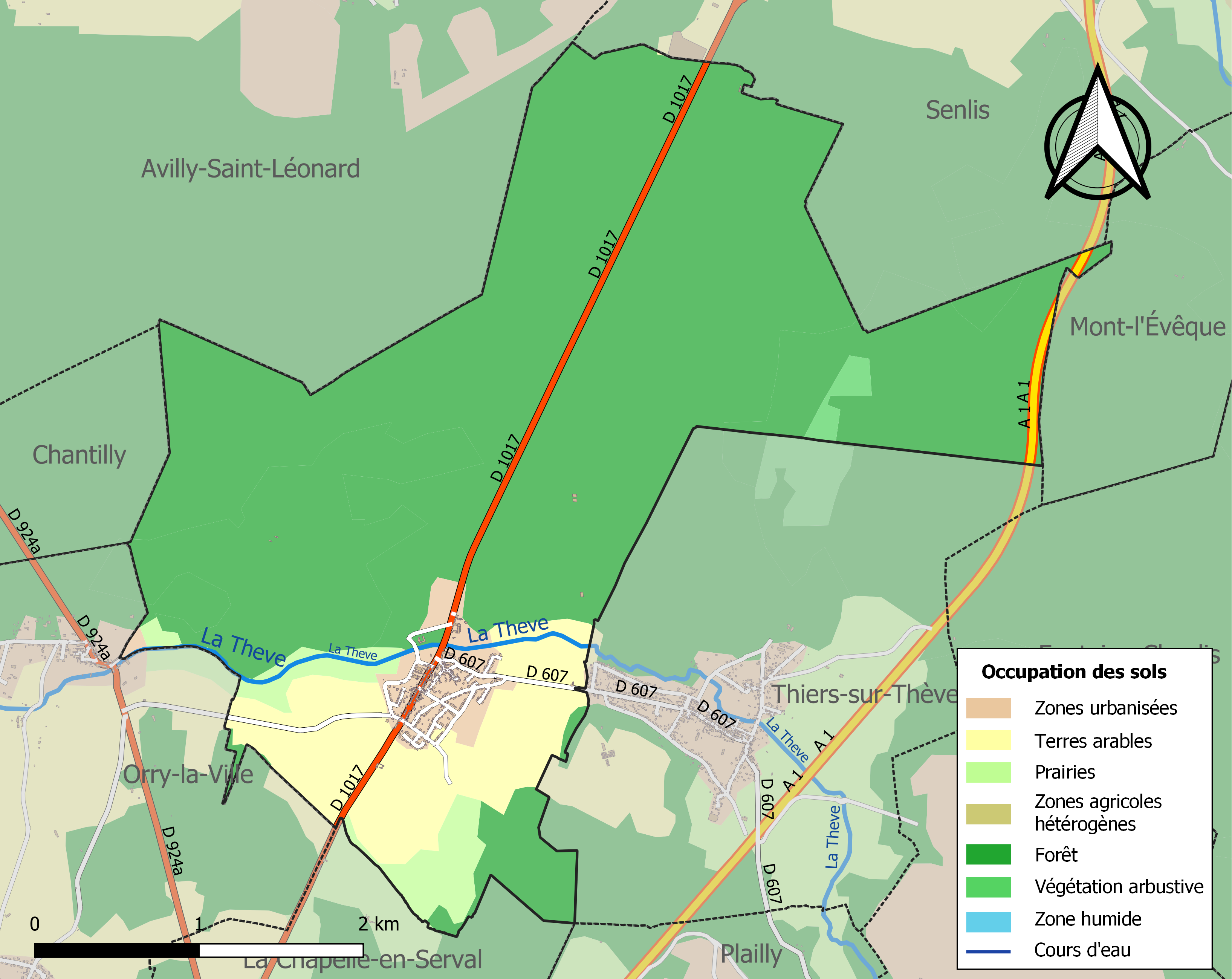
Carte des infrastructures et de l'occupation des sols de la commune en 2018 (CLC).

### Voies de communication et transports
La distance routière de la capitale est de 42 km par la RD 1017 et l'autoroute A1, via le connecteur n° 7 de Survilliers / Saint-Witz, et l'aéroport Roissy-Charles-de-Gaulle est éloigné de 19 km. Deux routes d'importance locale relient Pontarmé à des communes voisines. La RD 607 constitue l'unique accès à Thiers-sur-Thève, à l'est, puis continue vers Mortefontaine et la RD 922. La voie communale n° 2 relie Pontarmé à la RD 924a La Chapelle-en-Serval - Chantilly au niveau du hameau de Montgrésin.
Concernant les transports en commun, Pontarmé est desservie, en 2023, par les lignes 643, 644, 6213, 6222 et 6232 du réseau interurbain de l'Oise.

## Toponymie
Le nom de la localité est attesté sous les formes Hermerago villa (775) ; de Ponte hermeri (1061) ; decima de Ponte hermery (1166) ; apud pontem Hermerii (1216) ; Pons Hermeri (1223) ; Ponthermer (1260) ; Jehan de ponhermer (1266) ; Pons hermerium (XIIIe siècle) ; domus de ponte hermerj (1274) ; versus pontem hermeri (1278) ; Pons armatum (XIIIe siècle) ; molendinorum de Ponte hermeri (XIIIe siècle) ; Ponthermier (1353) ; au pont hermer (vers 1380) ; Ponthermé (1395) ; Pontharmé (1410) ; Ponthermez (1431) ; Pontharmer (vers 1570) ; Pontharvé (1580) ; de ponte armato (XVIe siècle) ; Pont herme (1667) ; Pontarmé (1840).

## Histoire
Le 3 septembre 1914, un escadron du Husaren 16 avec une compagnie du Regiment Infanterie 27, arrivent à Pontarmé.

## Politique et administration

### Rattachements administratifs et électoraux
La commune se trouve dans l'arrondissement de Senlis du département de l'Oise. Pour l'élection des députés, elle fait partie de la quatrième circonscription de l'Oise.
Elle fait partie depuis 1801 du canton de Senlis. La composition de ce canton a été modifiée dans le cadre du redécoupage cantonal de 2014 en France, mais la commune continue à y être rattachée.

### Intercommunalité
La commune faisait partie de la communauté de communes du Pays de Senlis, créée en 2000. À la suite d'importantes dissensions, cette intercommunalité, sur laquelle Jean-Christophe Canter, maire de Senlis était accusé de régner en maître depuis son élection, le Préfet de l'Oise a dissout cette intercommunalité et créé en remplacement au 1er janvier 2010 deux nouvelles structures : 

- La communauté de communes des Trois Forêts (CCTF), regroupant cinq communes regroupées sur Senlis ;

- La communauté de communes Cœur Sud Oise (CCCSO), regroupant treize communes rurales, dont Pontarmé.
Dans le cadre des dispositions de la loi portant nouvelle organisation territoriale de la République (Loi NOTRe) du 7 août 2015, qui prévoit que les établissements publics de coopération intercommunale (EPCI) à fiscalité propre doivent avoir un minimum de 15 000 habitants, le schéma départemental de coopération intercommunale approuvé par le préfet de l'Oise le 24 mars 2016 prévoit notamment la fusion de la communauté de communes des Trois Forêts et de la communauté de communes Cœur Sud Oise,.
Après consultation des conseils municipaux et communautaires concernés, la nouvelle intercommunalité, recréant en pratique l'ancienne communauté de communes du Pays de Senlis (sans Orry-la-Ville), est constituée au 1er janvier 2017.
La commune fait donc partie de cette communauté de communes Senlis Sud Oise.

### Liste des maires
| Période                                  | Période                      | Identité                               | Étiquette | Qualité |
| ---------------------------------------- | ---------------------------- | -------------------------------------- | --------- | --- |
| Les données manquantes sont à compléter. |                              |                                        |           | |
| 1983                                     | mars 2001                    | Moïse Senes Décédé le 24 novembre 2010 |           | Retraité SNCF Président de l'Amicale des Anciens Combattants du 9ème Zouaves (1989 → 2010) Militaire, Résistant |
| mars 2001                                | mars 2008                    | Annie Brocard                          |           | |
| mars 2008                                | En cours (au 3 janvier 2023) | Alain Battaglia                        |           | Agriculteur Président de la communauté de communes Cœur Sud Oise (2010 → 2016) Réélu pour le mandat 2020-2026   |

## Population et société

### Démographie

#### Évolution démographique
L'évolution du nombre d'habitants est connue à travers les recensements de la population effectués dans la commune depuis 1793. Pour les communes de moins de 10 000 habitants, une enquête de recensement portant sur toute la population est réalisée tous les cinq ans, les populations de référence des années intermédiaires étant quant à elles estimées par interpolation ou extrapolation. Pour la commune, le premier recensement exhaustif entrant dans le cadre du nouveau dispositif a été réalisé en 2004.

En 2022, la commune comptait 896 habitants, en évolution de +11,86 % par rapport à 2016 (Oise : +0,87 %, France hors Mayotte : +2,11 %).
| 1793 | 1800 | 1806 | 1821 | 1831 | 1836 | 1841 | 1846 | 1851 |
| ---- | ---- | ---- | ---- | ---- | ---- | ---- | ---- | ---- |
| 280  | 271  | 320  | 345  | 383  | 402  | 444  | 485  | 493  |

| 1856 | 1861 | 1866 | 1872 | 1876 | 1881 | 1886 | 1891 | 1896 |
| ---- | ---- | ---- | ---- | ---- | ---- | ---- | ---- | ---- |
| 464  | 489  | 490  | 484  | 449  | 452  | 395  | 391  | 374  |

| 1901 | 1906 | 1911 | 1921 | 1926 | 1931 | 1936 | 1946 | 1954 |
| ---- | ---- | ---- | ---- | ---- | ---- | ---- | ---- | ---- |
| 341  | 339  | 325  | 300  | 328  | 332  | 313  | 309  | 322  |

| 1962 | 1968 | 1975 | 1982 | 1990 | 1999 | 2004 | 2006 | 2009 |
| ---- | ---- | ---- | ---- | ---- | ---- | ---- | ---- | ---- |
| 412  | 398  | 405  | 473  | 644  | 585  | 592  | 664  | 775  |

| 2014 | 2019 | 2022 | - | - | - | - | - | - |
| ---- | ---- | ---- | - | - | - | - | - | - |
| 831  | 849  | 896  | - | - | - | - | - | - |

#### Pyramide des âges
La population de la commune est relativement jeune.
En 2018, le taux de personnes d'un âge inférieur à 30 ans s'élève à 35,7 %, soit en dessous de la moyenne départementale (37,3 %). À l'inverse, le taux de personnes d'âge supérieur à 60 ans est de 18,1 % la même année, alors qu'il est de 22,8 % au niveau départemental.
En 2018, la commune comptait 412 hommes pour 421 femmes, soit un taux de 50,54 % de femmes, légèrement inférieur au taux départemental (51,11 %).
Les pyramides des âges de la commune et du département s'établissent comme suit.
| Hommes | Classe d’âge | Femmes |
| ------ | ------------ | ------ |
| 0,2    | 90 ou +      | 0,7    |
| 2,6    | 75-89 ans    | 4,0    |
| 15,0   | 60-74 ans    | 13,5   |
| 24,0   | 45-59 ans    | 22,8   |
| 20,2   | 30-44 ans    | 25,4   |
| 18,1   | 15-29 ans    | 14,5   |
| 19,8   | 0-14 ans     | 19,1   |

| Hommes | Classe d’âge | Femmes |
| ------ | ------------ | ------ |
| 0,5    | 90 ou +      | 1,4    |
| 5,5    | 75-89 ans    | 7,6    |
| 15,6   | 60-74 ans    | 16,3   |
| 20,8   | 45-59 ans    | 20     |
| 19,4   | 30-44 ans    | 19,4   |
| 17,6   | 15-29 ans    | 16,2   |
| 20,6   | 0-14 ans     | 19,1   |

## Culture locale et patrimoine

### Lieux et monuments

#### Monument historique

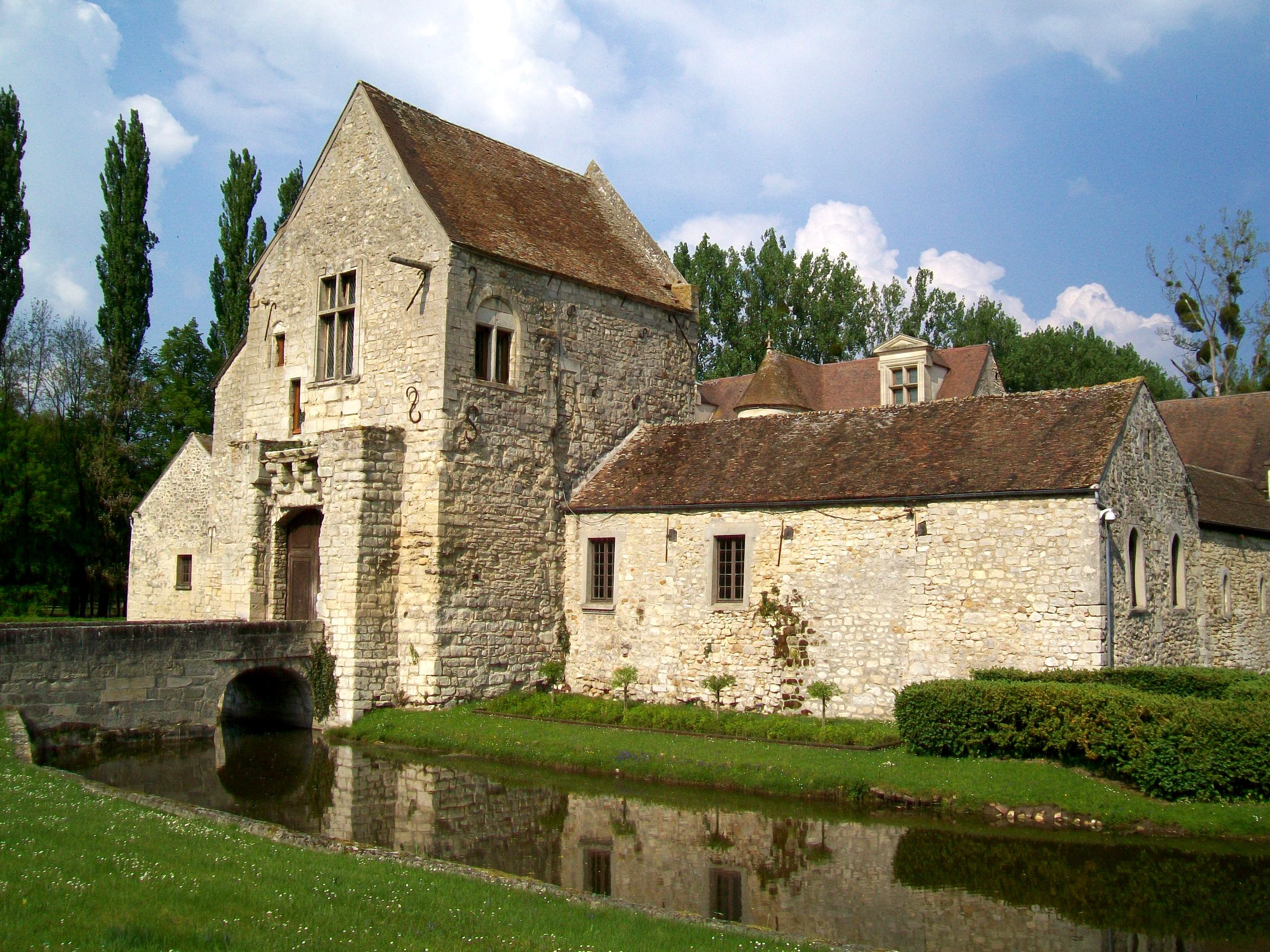
Porte fortifiée du château.

Pontarmé ne compte qu'un seul monument historique sur son territoire.
- Château de Pontarmé, chemin du Vieux-Château (façades et toitures de la porte fortifiée, pont sur les douves lui faisant face et l'ensemble des douves entourant le château inscrits monument historique par arrêté du 6 octobre 1986[42]) : Fondé au XIIe siècle, rasé en 1431 car étant devenu un répaire de brigands et reconstruit au premier quart du XVIe siècle, le château comporte plusieurs bâtiments ordonnés autour d'une cour rectangulaire. Seulement deux présentent un intérêt archéologique et historique : la porte fortifiée partiellement médiévale à l'ouest et le logis Renaissance sur toute la longueur du côté est, partiellement à étage. L'aile basse faisant suite à la porte fortifiée au nord et le bâtiment en retour d'équerre ne datent que du XXe siècle. L'autre aile basse faisant suite à la porte fortifiée au sud et le bâtiment fermant la cour côté sud ont perdu leur identité à la suite des remaniements successifs. Au plus tard avec la Révolution, le logis du château avait servi de bâtiment d'exploitation à la ferme que le château était devenu depuis longtemps, et ce n'est qu'à partir de 1910 que le château est successivement reconstitué dans son apparence du XVIe siècle, avec toutefois quelques compromis[43].

#### Autres éléments du patrimoine
- Église paroissiale Saint-Pierre : Édifice composite sans caractère et sans intérêt particulier, l'église de Pontarmé se compose d'une nef accompagnée d'un unique bas-côté au nord ; d'un chœur accompagnée d'une chapelle latérale au nord uniquement, dans la suite du bas-côté ; ainsi que d'une abside à pans coupés ajoutée pendant la première moitié du XVIIe siècle. L'église n'est pas voûtée, à l'exception de la chapelle latérale du chœur. Elle sert de base au clocher de deux étages, épaulé par des contreforts peu saillants. Il contient une unique cloche nommée Louise, offerte en 1781 par le prince de Condé. La seconde cloche a été perdue à la Révolution. 
La façade occidentale avec le portail est aveugle et sans décor aucun. Les grandes arcades faisant communiquer le vaisseau central avec le bas-côté et la chapelle sont en tiers-point et non décorées, et les piliers carré ne possèdent de chapiteaux au niveau du chœur seulement, mais leurs corbeilles ne sont pas sculptées. Les fenêtres sont de formes et dimensions différentes. La plupart sont plein cintre, et le bas-côté n'est éclairé que par deux oculi. 
La date de 1689 gravée dans le mur du chœur ne semble donc pas correspondre pas à l'année d'achèvement de l'église, bien que la rareté du décor rend son analyse difficile. Bien que le vocable de saint Pierre renvoie à des églises de fondation ancienne, et que l'église de Pontarmé ait été mentionnée dans un document de 1166, aucun élément ne paraît antérieur à la fin du XVe siècle, quand les dégâts subis pendant la guerre de Cent Ans nécessitent sans doute une reconstruction complète. Le seul élément remarquable de l'église est la fenêtre au sud du chœur, dont le remplage gothique flamboyant évoque le milieu du XVIe siècle. 
Le rachat de la seigneurie de Pontarmé par Anne de Montmorency donne sans doute lieu à une campagne d'embellissement de l'église. La verrière contient deux vitraux de 1525 classés monument historique. Le panneau de gauche représente saint Pierre, et celui de droite saint Paul, modifié en saint Simon lors d'une première restauration et rétabli en saint Paul en 1960[44]. Tous les autres vitraux datent de la fin du XIXe siècle. Les chapiteaux de la première moitié du XIIe siècle exposés dans l'église proviennent de la chapelle Saint-Nicolas de l'ancien hôtel-Dieu de Pontarmé[45],[46].
- Lavoir sur la Thève, à l'est du pont de la RD 1017 : C'est une plate-forme couverte par un toit en appentis et protégé par des murs au sud et à l'est. Ce lavoir bâti pendant la première moitié du XIXe siècle est le dernier des quatre lavoirs du village qui subsiste[47].
- Ancien minoterie, au nord du village, sur la RD 1017 : Depuis sa reconversion en appartements et boutiques terminée en 2010, ce grand complexe de bâtiments a perdu son caractère industriel. Issu d'un moulin à eau sur la Thève construit en 1787, la minoterie a encore fonctionné dans les années 1990 et était l'un des sept minoteries actives dans le département de l'Oise. Elle occupait alors dix employés. Aujourd'hui, le « moulin de Courteuil » sur la Nonette est la dernière minoterie qui reste dans le sud de l'Oise[48].
- Calvaire, à l'entrée nord du village sur la RD 1017 : Groupe de crucifixion, avec le Christ sur la croix accompagné de statues de Marie et Marie-Madeleine. La plaque commémorative sur le socle du crucifix rappelle le bombardement de la Table Ronde (en forêt de Chantilly) en 1944, et témoigne de la gratitude des habitants pour avoir épargné le village.
- « Croix de Pontarmé », également appelée « Belle-Croix », à l'extérieur du village au nord, sur la RD 1017 : Cette grande croix pattée a une origine peut-être ancienne, mais la croix actuelle ne remonte qu'à la fin du XIXe siècle et a été posée par l'initiave du duc d'Aumale. Le socle de pierre du calvaire a été posé sur le cimetière de Pontarmé vers la même époque. 
Le 3 mars 1817, le carrefour de la croix de Pontarmé, où convergent cinq routes forestières outre la RD 1017, fut le théâtre d'un incident dramatique. Sept à huit coups de feu tirés sur la malle-poste ont tué le postillon. Seul le courrier fut sauvé. Les circonstances n'ont jamais été éclairées. Selon la tradition, un attentat contre Henri IV aurait été perpétré au même lieu, en mars 1591, par un apprenti orfèvre de Paris[49].
- Vestiges de la ligne de chemin de fer inachevée d'Aulnay-sous-Bois à Verberie : Les travaux de cette ligne ont démarré tardivement en 1913 et ont été interrompus pendant la Première Guerre mondiale, sans finalement jamais reprendre au bout de maintes péripéties. La nouvelle ligne ferroviaire était prévu comme itinéraire de délestage entre Paris et le nord de la France, et aurait en même temps pourvu d'une gare plusieurs communes du Valois. Une gare était justement prévu entre Pontarmé et Thiers-sur-Thève. Le tracé de la ligne envisagée ne devait pas comporter des passages à niveau, et c'est ainsi que des passages supérieurs ont été construits en forêt de Pontarmé[50]. Le premier se trouve près de la route de Charmes, sur la parcelle 250, et évoque un pont en briques solitaire. Le second se trouve plus au nord sur la Vieille Route, à l'intersection des parcelles 208, 206, 235 et 236, et devait comporter un tablier métallique. Ici, le remblai a déjà été amassé, alors que les travaux de terrassement n'ont jamais été entamés tout autour.

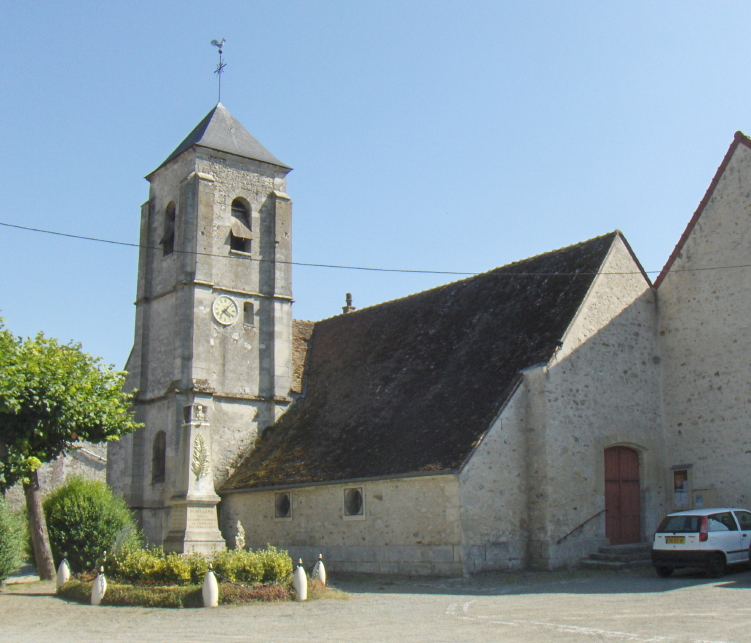
Église paroissiale Saint-Pierre.
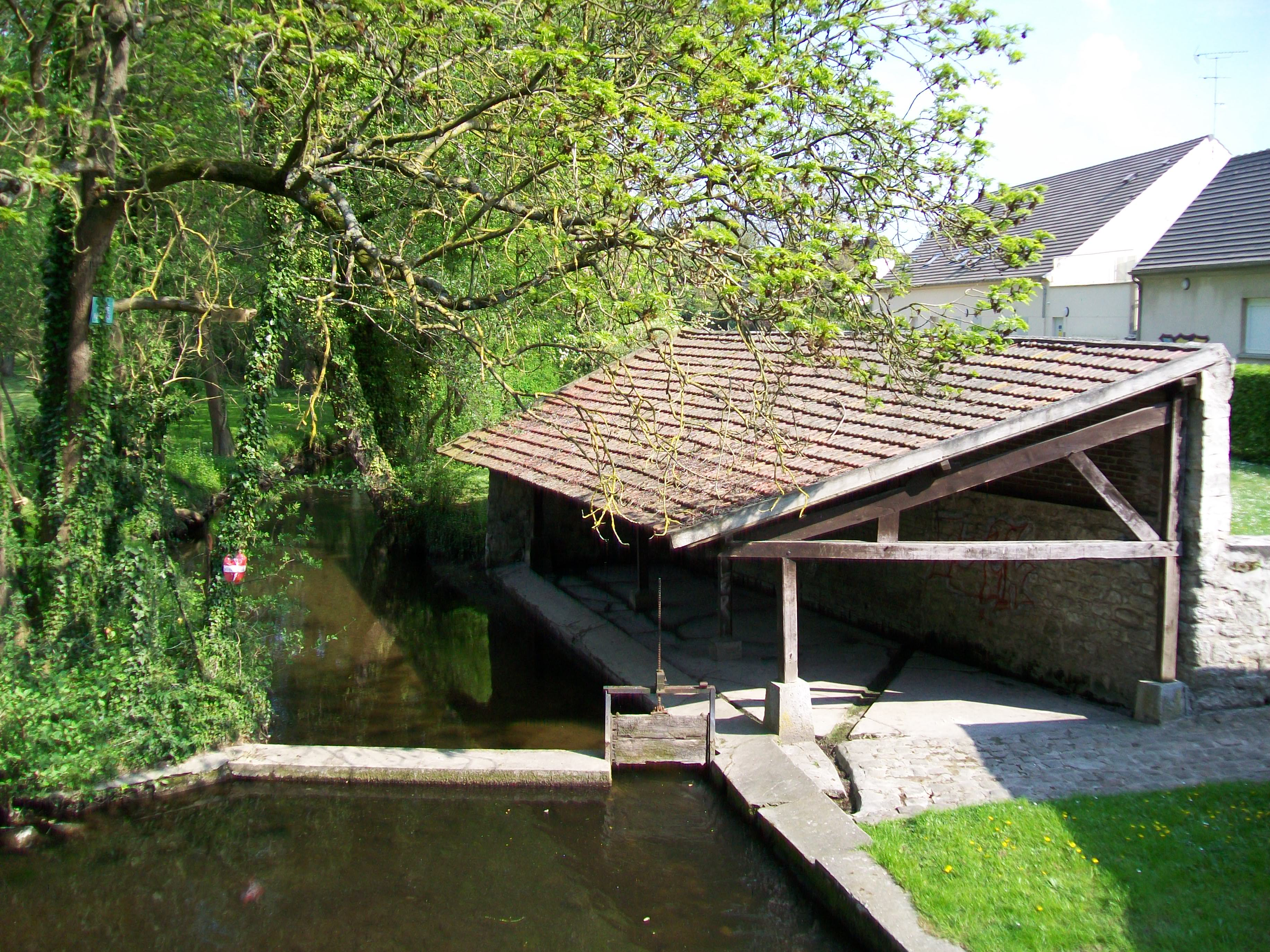
Lavoir sur la Thève.
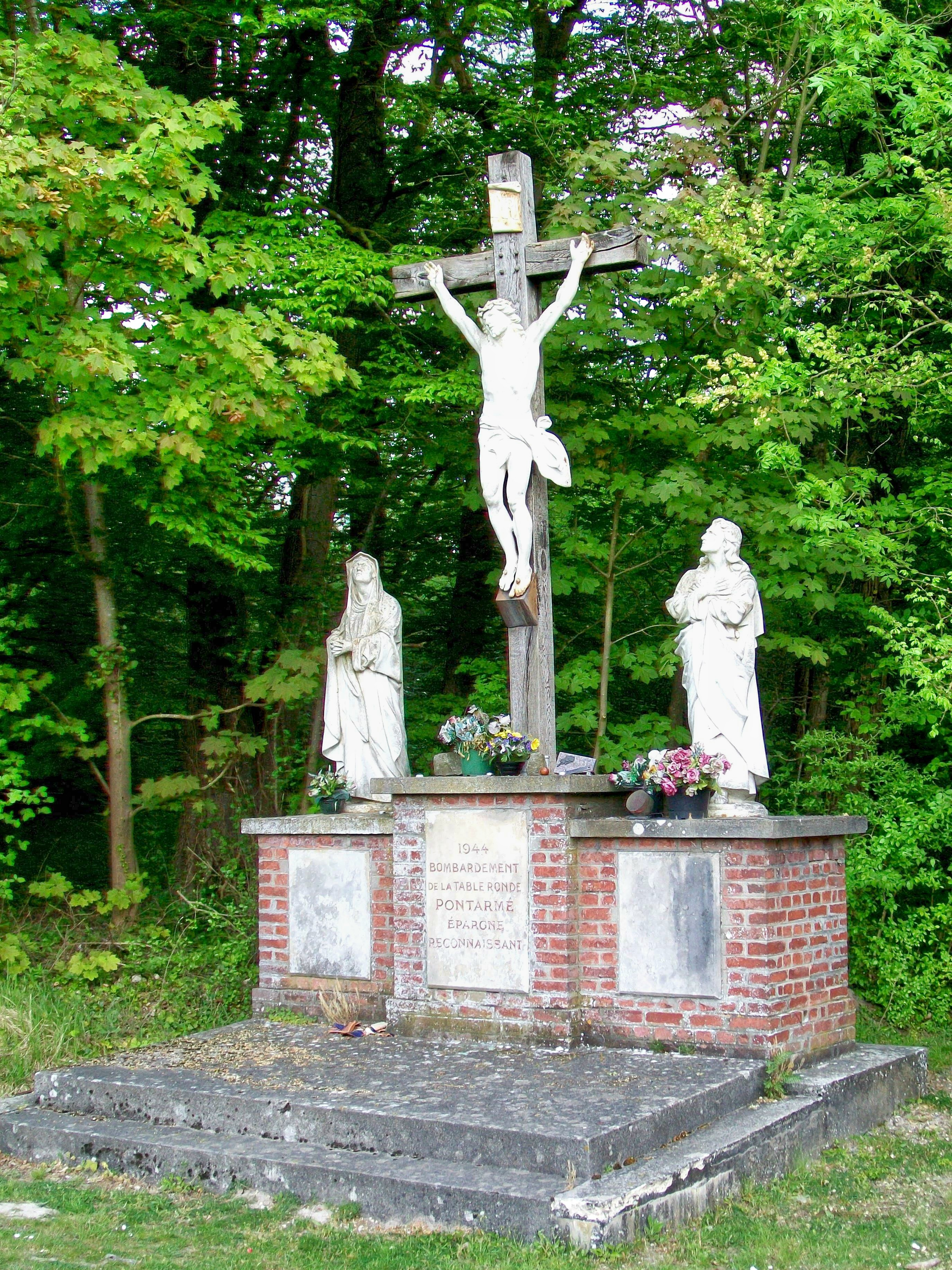
Calvaire sur la RD 1017.
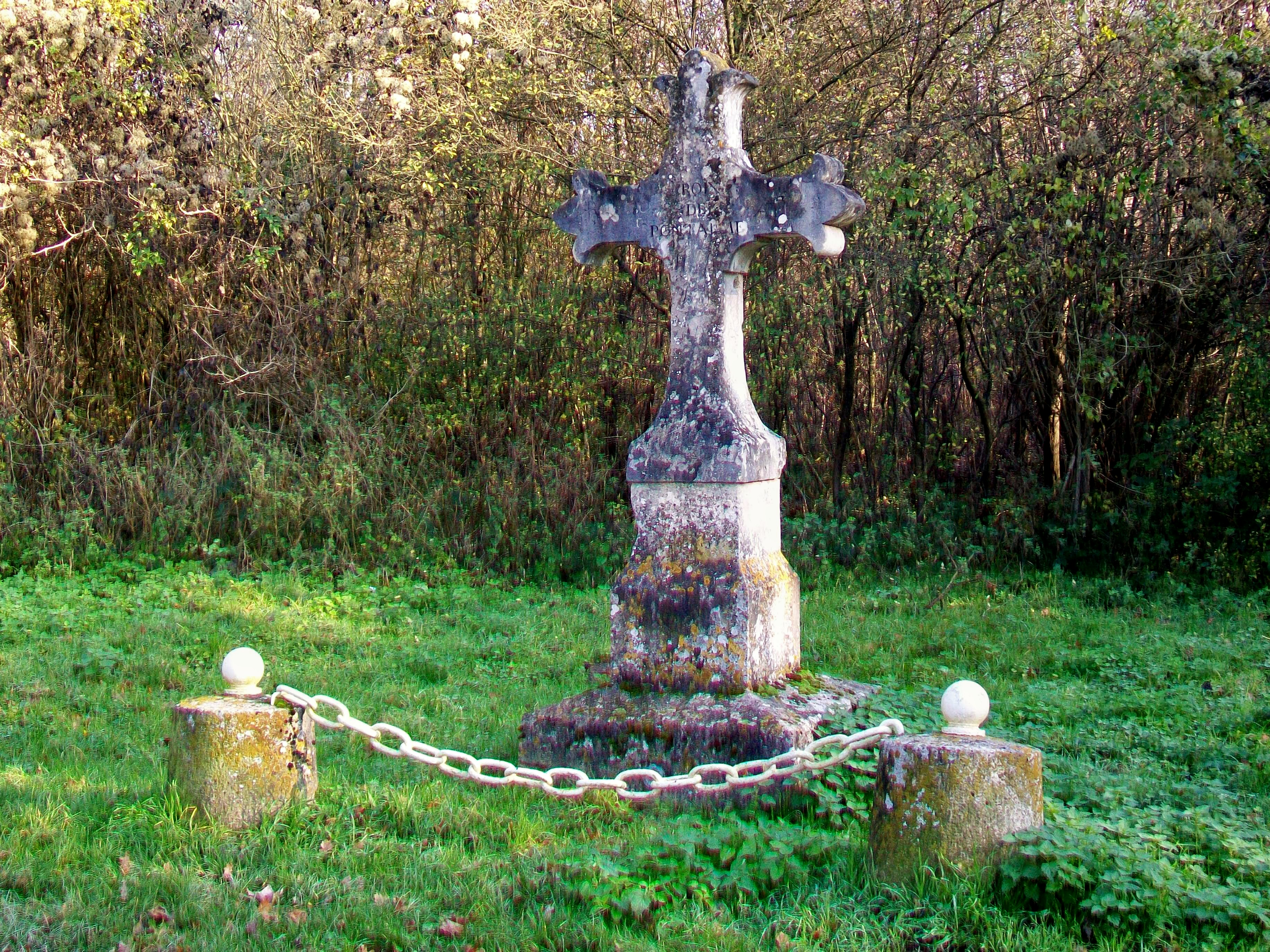
Croix de Pontarmé.
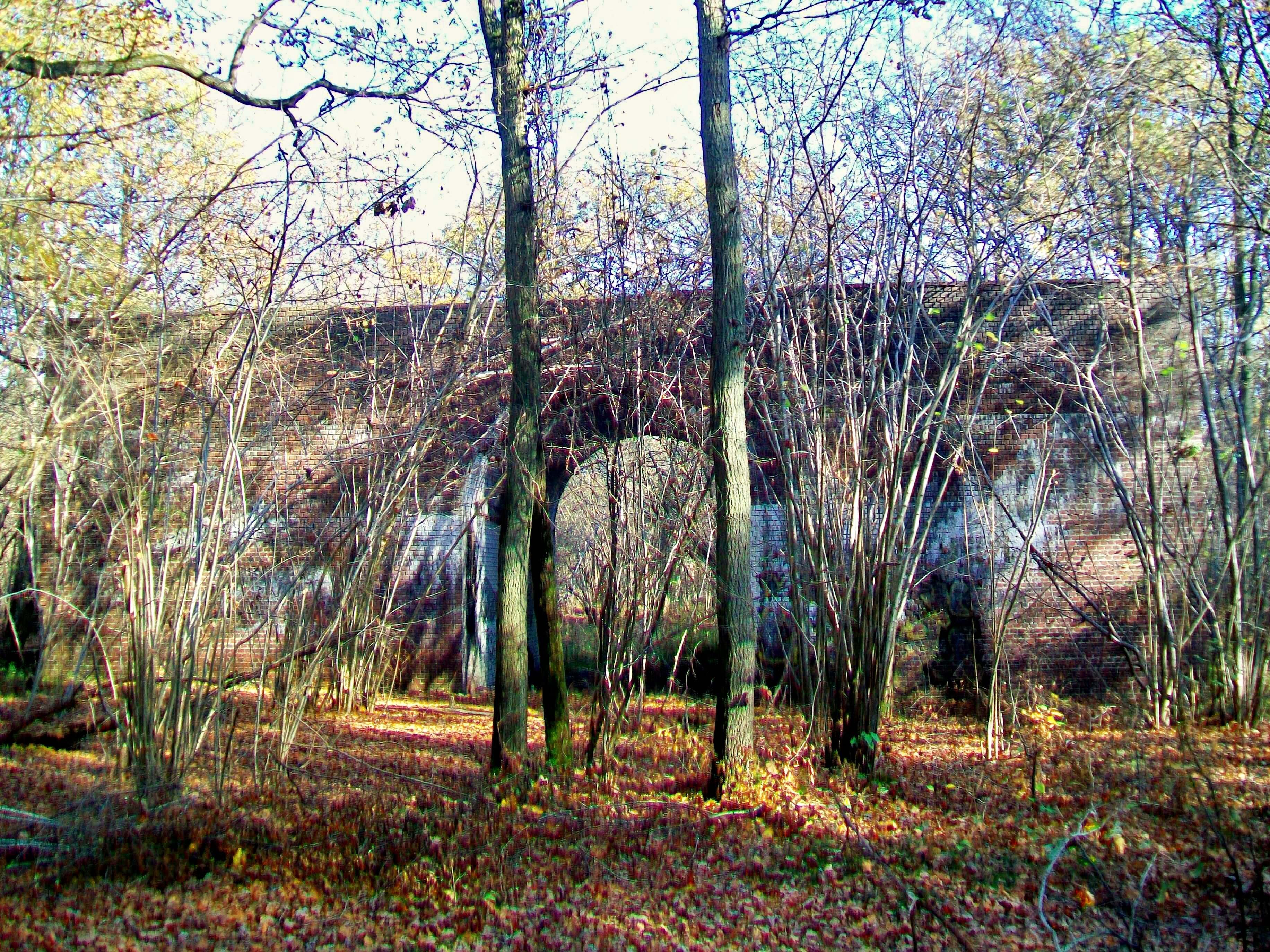
Pont ferroviaire.

### Pontarmé au cinéma
- 1942 : Le Baron fantôme de Serge de Poligny (au château de Pontarmé).